# Man met een Romeinse munt
Het Man met een Romeinse munt, ook wel bekend onder de naam Bernardo Bembo, staatsman en ambassadeur van Venetië, is een schilderij van Hans Memling, dat hij vervaardigde in Lyon. Het portret van Bernardo Bembo werd tot 1871 toegeschreven aan Antonello da Messina, totdat James W.H. Weale vaststelde dat Memling de vervaardiger moest zijn. Het schilderij behoort tot de collectie van het Koninklijk Museum voor Schone Kunsten Antwerpen. Dit museum heeft eveneens Memlings Christus met zingende en musicerende engelen in haar bezit.

## Context
Door de strategische ligging op een kruispunt van verschillende handelsroutes, was Brugge in de eerste helft van de veertiende eeuw uitgegroeid tot een bloeiende stad waar talloze buitenlandse kooplieden, bankiers en diplomaten zich vestigden. Naast edellieden en hooggeplaatste geestelijken lieten ook gegoede burgers zich vereeuwigen.
De kunst van het portretschilderen - althans in de betekenis die kunsthistorici er vandaag aan geven, namelijk de afbeelding van de mens in zijn persoonlijke kenmerken gekarakteriseerd - werd in de Nederlanden als genre vrij laat beoefend. In het midden van de veertiende eeuw waren de als portretten bedoelde voorstellingen niet veel meer dan ideogrammen. De attributen of geschreven naamvermelding hielpen dan bij de identificatie van de voorgestelde personen. In de tweede helft van die eeuw zijn de eerste schuchtere pogingen van een meer nauwkeurige gelaatsuittekening waarneembaar, hoofdzakelijk bij de portrettering van de vorsten. De profielschildering kreeg steeds de voorkeur, omdat ze door de eenvoud van lijn makkelijk het model typeerde. De schilder hoefde zich ook niet te houden aan de uitbeelding van het veel moeilijker spel van licht en schaduw. Tijdens de eerste decennia van de vijftiende eeuw voltrok zich deze evolutie verder. Waar oorspronkelijk de portretten enkel in buste werden geschilderd, werd nu het lichaam verlengd in halflijfs, zodat ook de handen in de voorstelling opgenomen konden worden. De kunstenaar plaatste het model meer en meer in driekwart, wat een scherpere karakterisering van het hoofd toeliet. Aanvankelijk bleef ook deze voorstellingswijze sterk lineair, maar naarmate het vakmanschap van de schilder groeide, won het portret aan realisme, plasticiteit en natuurlijkheid. Uiteindelijk beheersten de schilders hun techniek dermate, dat zij ook konden spelen met het uiterst moeilijke motief van de blikrichting, waardoor de relatieve strakheid van de gelaatsuitdrukking menselijker werd.
Portretkunst was een specialiteit van Hans Memling. Deze kunstenaar, afkomstig uit Sellingenstadt bij Frankfurt am Main, was actief in Brugge in de tweede helft van de vijftiende eeuw en gold als een van de meest gewilde kunstenaars van zijn tijd. Vermoedelijk leerde hij het schildersvak bij de Brusselse meester Rogier van der Weyden. Wellicht bleef hij in Brussel tot aan de dood van zijn leermeester in 1464, want een jaar later, in 1465, registreerde hij zich als poorter te Brugge. Pas in 1476 trad hij toe tot het Brugse Sint-Lucasgilde en gaf hij de portretschilderkunst een nieuwe wending.
Vooral onder de Italiaanse kooplieden was Memling geliefd, omdat hij in zijn schilderijen een levensechtheid wist te bereiken die ongeëvenaard was in de traditionele Italiaanse portretkunst. Hij beeldde de voorgestelde persoon licht gedraaid af, anders dan de conventionele profielportretten in Italië. Daarnaast plaatste Memling zijn model vaak voor een landschap met figuren als ruiters en zwanen, wat eveneens in de smaak viel bij zijn Italiaanse clientèle. De zwanen waren in die tijd zinnebeelden van deugd, geleerdheid en dichtkunst. Zijn vernieuwende portretten hadden ook grote invloed op vakgenoten in Italië. Dat toont een portret van Sandro Botticelli (Galleria degli Uffizi, Florence) aan. Waarschijnlijk heeft de Italiaanse kunstenaar zich laten inspireren door dit portret van Memling.

## Iconografie
Hans Memling schilderde deze zuiders ogende man van middelbare leeftijd. Zijn dromerige blik trekt de aandacht van de toeschouwer. Hij kijkt de toeschouwer rechtstreeks aan, een unicum in Memlings portrettenwerk. Toch is er van een confrontatie een sprake. De man is dromerig, in zichzelf gekeerd en maakt geen contact met de buitenwereld. Met zijn linkerhand toont hij een Romeinse munt, meer bepaald een sertertius die onder keizer Nero werd geslagen te Lyon. Deze heeft het opschrift “NERO CLAUD[IUS]. CAESAR AVG[USTUS]. GERM[ANICUS]. TR[IBUNICIA]. P[ODESTATI]. IMPER[ATOR].” En werd reeds in de late middeleeuwen geassocieerd met willekeurige wreedheid en onrechtvaardige machtsuitoefening. Door de hand van de geportretteerde tussen zijn borst en de beeldrand af te beelden, wordt de suggestie van ruimte vergroot. De zwarte bareta op zijn donkere krullen en de zwarte mantel of toga, die geheel volgens de vijftiende-eeuwse Italiaanse modevoorschriften, dichtgeknoopt is met een veter en waar zijn witte kraag losjes bovenuit steekt, verraden dat het hier waarschijnlijk om een man uit Venetië gaat. Op basis van deze kledij konden kunsthistorici, nog voor ze de afgebeelde man konden identificeren, bepalen dat het werk zeker niet vóór ca. 1480 vervaardigd kon zijn. Dat gaat in tegen de mening van vroegere kunsthistorici, die een datum ca. 1478 verkozen.
Een doorkijkluikje leidt de blik naar de achtergrond waar een ruiter het idyllische en uitgestrekte landschap met een helderblauwe hemel doorkruist. Een getemperd licht - de zonnenaglans - verenigt aan de horizon landschap en lucht. Figuur en landschap worden als twee afzonderlijke delen belicht. Het felle, van links invallende licht, spreidt zich egaal over het aangezicht uit. Het lichtdonkercontrast, herleid tot het strikte minimum, legt nochtans doeltreffend de kentrekken van het gelaat vast. De schaduw blijft beperkt tot een smalle strook langs de neus, de ooghoek, de wang en de plooi van de onderlip. Het sterke licht zuivert elk oneffen detail weg, en verfraait aldus het vrij benige gelaat van de man. De ene, lichtbruine tonaliteit, eventjes geaccentueerd op de lippen, verleent aan het gelaat een sterke eenheid en vestigt meteen de aandacht op de mooie donkere ogen. Zag de kunstenaar van een doorgedreven contrastwerking op het aangezicht af, dan verplaatste hij die naar de andere delen van het schilderij. Zo contrasteert het lichtende masker met de donkere haarmassa, die op haar beurt fel afsteekt tegen de lichtkleurige hemel.
Rogier van der Weyden, de leermeester van Memling, plaatste zijn modellen tegen een neutrale, meestal donkere achtergrond, zodat alle aandacht naar het ingetogen gelaat en de gevouwen handen ging. Aanvankelijk volgde Memling dit gebruik. Een voorbeeld hiervan is het Portret van Tommaso Portinari. Later had hij een andere kijk op de compositie van zijn portretten. De figuren werden in buste voorgesteld, zeer hoog afgesneden, met slechts een gedeelte van de schouders zichtbaar, zodat het hoofd naar verhouding een vrij groot part van het geschilderd oppervlak innam. Daar het hoofd aldus een belangrijke plaats in het schilderij verkreeg, groeide de mogelijkheid om het innerlijke leven van het model te benaderen. Door de achtergrond voor te stellen als een vertrek met een raam, of vaker nog als een landschap, leidde hij echter de aandacht van het hoofd af. Memling was de eerste kunstenaar ten noorden van de Alpen die, beïnvloed door de Italiaanse kunst, het landschap gebruikte als achtergrond bij individuele portretten. De geportretteerde kreeg zo een eigen ruimte, een eigen sfeer, waarin zijn persoonlijkheid zich vrijer kon ontplooien. Hierbij dient echter opgemerkt dat de psychologische benadering van het gelaat aan kracht kon inboeten ten voordele van een uiterlijk aantrekkelijke voorstelling. Het waren wellicht deze eigenschappen van Memlings portretkunst die de rijke burgers, de vreemde bankiers of kooplieden, de adellijke heren die bewogen rond het hof van de Bourgondische hertogen, fel aanspraken. Deze heren lieten zich duidelijk liever portretteren, in een kader dat allusie maakte op hun voornaam beroep, of midden in hun weelderig leefmilieu, voor een venster of landschap. Aldus leverde het portret bij voorkeur een bewijs van hun voornaamheid, vroomheid, cultuur of belangstelling, eerder dan een scherp psychologisch beeld van zichzelf.
Het schilderij is een opzichzelfstaand portret en maakt geen deel uit van een devotioneel tweeluik, zoals bij Memlings Portret van een man nog wel het geval is. De afgebeelde man vangt immers met zijn ogen de blik van de toeschouwer en toont ons nadrukkelijk een kostbare munt, in plaats van zijn handen in gebed te vouwen en van ons weg te kijken. De beelduitsnede en de plaatsing hoog boven de horizon van het landschap geven het portret een monumentaal effect en verhogen het contrast tussen ver en nabij. Door zich op deze wijze te laten vereeuwigen door een van de meest toonaangevende kunstenaars van dat moment gaf hij niet alleen blijk van zijn hoge status, maar toonde hij zich ook een man die middenin het bruisende leven van zijn tijd stond.

## Bernardo Bembo (1433-1519)
De afgebeelde man is naar de huidige overtuiging Bernardo Bembo. Over zijn identiteit is veel te doen geweest. Aanvankelijk dachten kunsthistorici dat de munt naar het beroep van de man zou kunnen verwijzen, maar een muntsnijder zou zich vermoedelijk niet met een antieke munt laten afbeelden. Twee specifieke details vallen echter op: een palmboom rechts in de achtergrond en twee halve laurierblaadjes helemaal onderaan de voorstelling. Deze blaadjes liepen waarschijnlijk door op de oorspronkelijke lijst van het portret. Namen als Palmieri, Neroni of Palma passeerden de revue. Uitgaand van de herkomst van het werk (Lyon), zag men oorspronkelijk in het werk het portret van de Italiaan Nicolo di Forzore Spinelli, een penningsnijder die in 1499 te Lyon overleed. Men ging voorbij aan het feit, dat de historiek van het paneel tot ca. 1800 ongekend was, en dat er dus weinig reden overbleef om het te verbinden aan een meer dan drie eeuwen voorheen aldaar actieve figuur. Later zagen Bode, gevolgd door Hulin de Loo in de man de Italiaan Giovanni de Candida, van 1477 tot 1479 in dienst van Maria van Bourgondië. Candidas fysionomie strookte evenwel niet met deze van de man op Memlings werk.
Werd aanvankelijk de eerste identificatie gretig aanvaard (Demonts, Fierens-Gevaert, Friedländer), Hulin de Loo’s zienswijze werd al vlug even onkritisch overgenomen (Bange e.a.). Friedländers mening dat het eerder om een verzamelaar van Romeinse munten gaat dan om een graveur van penningen, vond geen weerklank. Nochtans leek deze kritiek zeer plausibel. De meest overtuigende identificatie tot nu toe is echter die met de Venetiaan Bernardo Bembo (1433-1519), wiens embleem bestond uit een palmboom met lauriertak. Deze zijn eretekenen van dichters en beroemde figuren.
Bembo was een humanist met een grote collectie kunst en antieke munten; de grote, bronzen sestertie met keizer Nero die hij toont was een prestigieus verzamelobject in intellectuele kringen. 
Van 1471 tot en met 1474 was hij ambassadeur van Venetië aan het Bourgondische hof van Karel de Stoute in Vlaanderen. Waarschijnlijk gaf hij in die periode opdracht aan Memling om zijn portret te schilderen. Wat deze identificatie nog aannemelijker maakt is dat Bembo en de schilder elkaar moeten hebben gekend. Gedurende zijn hele loopbaan heeft Memling namelijk herhaaldelijk voor Italiaanse opdrachtgevers gewerkt. Ca. 1470-1475 vervaardigde hij in opdracht van Bembo de Diptiek met de heiligen Johannes de Doper en Veronica.
Nadat Bernardo Bembo naar zijn vaderland was teruggekeerd, bekleedde hij in 1475-1476 het ambt van Venetiaans ambassadeur te Florence. Vanwege het kleinschalige formaat kon hij zijn portret gemakkelijk meenemen. Zo kan het in Florence een inspiratiebron zijn geweest voor het Portret van een jongeman met een medaille van Cosimo de’ Medici van Sandro Botticelli uit c.1475.

## Restauratie
Zoals gebruikelijk bij de Vlaamse Primitieven, werd het portret geschilderd op een eikenhouten paneel, dat hier bestaat uit één plank. Paul Vandenbroeck meende in 1985 dat hierop ook een perkamenten vel bevestigd werd, maar dat werd later door restaurator Lizet Klaasen, collega aan het Koninklijk Museum voor Schone Kunsten Antwerpen, ontkracht. Daarop werd een witte grondlaag aangebracht. Het paneel en de oorspronkelijke lijst werden, zoals destijds gebruikelijk, samen gegrondeerd en beschilderd zodat ze één geheel vormden. De originele lijst van het schilderij is verdwenen. Voor de rest verkeerde het portret begin eenentwintigste eeuw in een zeer goede conditie, wat vrij uitzonderlijk is voor een werk van deze ouderdom. Het niet gesigneerde paneel is vermoedelijk na 1480 ontstaan. In 2001 werd het werk gerestaureerd. Door het afdunnen van de sterk verdonkerde en gedegradeerde vernislagen kwam de kwaliteit van het portret weer tot zijn recht. Ook werden sommige details beter zichtbaar. Zo zijn er, voor wie het schilderij van dichtbij bekijkt, in de luchtpartij links een ooievaar en rechts een zwerm vogels te bespeuren.

## Historiografie
Het portret werd door ridder Florent van Ertborn gekocht uit de nalatenschap van Vivant Denon (Parijs, 1826/1828). Denon was de man die de kunsttransporten van Napoleon coördineerde. Hij verwierf het werk in 1807 in Venetië.
Portret van een man met een rode muts (1465-70) · Het laatste oordeel (1467-71) · Portret van Barbara van Vlaendenbergh (1470-1472) · Portret van een man (1470-75) · Triptiek van Jan Floreins (1479) · Triptiek van Adriaan Reins (1480) · Christus met zingende en musicerende engelen (ca. 1480-94) · Moreeltriptiek (1484) · Man met een Romeinse munt (na 1480)